# Zero (singel B’z)
ZERO – jedenasty singel japońskiego zespołu B’z, wydany 7 października 1992 roku. Osiągnął 1 pozycję w rankingu Oricon i pozostał na liście przez 28 tygodni, sprzedał się w nakładzie 1 310 871 egzemplarzy. Singel zdobył status płyty Milion. Został wydany ponownie 26 marca 2003 roku. 
Utwór tytułowy został wykorzystany w reklamie piwa Kirin ZERO (jap. 麒麟ZERO) Browaru Kirin.

## Lista utworów
| Nr | Tytuł                                 | Czas |
| -- | ------------------------------------- | ---- |
| 1. | „ZERO”                                | 4:50 |
| 2. | „KOI-GOKORO” (jap. 恋心 (KOI-GOKORO)) | 3:47 |

## Muzycy
- Tak Matsumoto: gitara, kompozycja i aranżacja utworów
- Kōshi Inaba: wokal, teksty utworów
- Masao Akashi: bas, aranżacja
- Ikkō Tanaka: perkusja
- Kazuki Katsuta: saksofon
- Hirotaka Sawano: trąbka
- Hiroyuki Nomura: puzon
- Yuki Takahara: chórek (#2)
- B+U+M

## Notowania
| Lista                                  | Pozycja |
| -------------------------------------- | ------- |
| Oricon Weekly Singles Chart            | 1       |
| Oricon Monthly Singles Chart           | 1       |
| Oricon Yearly Singles Chart (rok 1992) | 11      |